# گمینا کوماروو-اوسادا
گمینا کوماروو-اوسادا (به لهستانی:  Gmina Komarów-Osada) یک گمینا در لهستان است که در شهرستان زاموشتش واقع شده‌است. گمینا کوماروو-اوسادا ۱۲۲٫۷۹ کیلومتر مربع مساحت و ۵٬۳۲۳ نفر جمعیت دارد.